# CEA-PME
European Entrepreneurs CEA-PME (Confédération Européenne des Associations de Petites et Moyennes Entreprises) è la più grande confederazione europea di piccole e medie imprese volontariamente associate. Si tratta di una federazione imprenditoriale con sede a Bruxelles che conta tra i suoi membri 25 associazioni europee, con oltre 2.1 milioni di imprese, che danno lavoro ad oltre 20 milioni di persone. Mantiene relazioni con 15 partner in Europa, Americhe, Africa, Australia e Nuova Zelanda. Il presidente della Confederazione è Christoph Ahlhaus, Direttore Esecutivo dell'associazione delle PMI tedesche BVMW, mentre il Co-Presidente è Jorge Portugal, Direttore Generale di COTEC Portugal, associazione portoghese delle PMI. Maurizio Casasco, Presidente dell'associazione italiana delle PMI CONFAPI, è ora il Presidente Onorario di European Entrepreneurs CEA-PME.
European Entrepreneurs CEA-PME è stata fondata nel 1992 ed è stata registrata in Belgio nel 2004. Rappresenta gli interessi dei suoi membri nell’ambito delle istituzioni dell'Unione Europea e offre ai suoi membri servizi nel settore delle pubbliche relazioni.
La confederazione pubblica regolarmente posizioni sulle più importanti politiche europee che hanno un impatto sulle PMI. Guida e ha guidato una serie di progetti finanziati dall'UE per sostenere le PMI in tutta Europa come la prima iterazione di MobiliseSME, pensato come "un Erasmus per le PMI", DigitaliseSME, che ha aiutato gli imprenditori a lavorare con esperti digitali per digitalizzare le loro aziende e DataSkills4SMEs, che aiuta le PMI ad acquisire competenze di dati in diversi campi, come il marketing digitale e la sicurezza informatica.